# カーキン音頭
『カーキン音頭』（カーキンおんど）は、河内家菊水丸が歌う楽曲。1991年にシングルが発売された。発売元はポニーキャニオン。レーベルは楽京レコード。(RACKYO RECORDS:PCDY-00084)

## 概要
それまで火曜日に発売されていたアルバイト情報誌『フロム・エー』（リクルート）のリニューアルと、それにともない創刊された姉妹誌『フロム・エーtoZ』の関東限定のCMソングとして作られた。CMでは発売日の火曜日と金曜日にあわせ、黄色いタコのような火星人と緑色のイカのような金星人が登場し、軽快な「カーカキンキンカーキンキン」のメロディにあわせて縦横無尽に動き回る姿が流れ、楽曲とともに首都圏でCMの認知度が98.5%という大流行となった。2匹はそれぞれアルバイト誌の表紙も務め、名実ともに『フロム・エー』の「顔」となった。菊水丸はこの曲で一躍全国区の知名度を獲得、夏祭りの時期には全国の盆踊り会場からオファーが殺到する売れっ子となった。
この大ヒットを受け、『カーキン音頭 フリーター一代男』（キャニオンレコード）としてシングルCD化され、8万枚以上を売り上げた。シングルには「青春上京編」と「中年望郷編」の2バージョンが収録された。その後発売されたアルバム『Happy』にも収録されている（ただし現在は廃盤）。

## エピソード
この楽曲の依頼を受ける前、菊水丸はリクルート事件をモチーフとした「大リクルート事件 江副浩正半生記」という曲を発表していた（1989年発売『大リクルート事件傑作集』収録）。当然リクルート側のスタッフからも「リクルート批判の歌を歌っていなかったか」との問い合わせがあったが、企画が御破算になることを恐れたマネージャーは「別人だ」とシラを切り通したという。
「筑紫哲也NEWS23」の金曜第2部で、当時ソビエト連邦大統領だったゴルバチョフが監禁されたことを受け、現場となったロシア共和国最高会議ビル前で４か月後に行われた菊水丸のゲリラライブで本曲の替え歌が歌唱された模様が放送されたことがある。